# ۱۱:۱۴
۱۱:۱۴ فیلم مستقل آمریکایی در ژانر دلهره‌آور به کارگردانی گرگ مارکس است که در سال ۲۰۰۳ ساخته شد. داستان فیلم درباره حوادث مختلفی است که ابتدا به نظر می‌رسد ربطی به هم ندارند اما در پایان فیلم و در ساعت ۱۱:۱۴ شب، وابستگی آنها را متوجه می‌شویم.

## بازخورد
این فیلم مورد نقد مثبت منتقدان قرار گرفت و دارای ۹۲٪ درجه تازگی در راتن تومیتوس بر اساس ۱۱ نقد است. مییک لاساله در سان‌فرانسیسکو کرونیکل آن را «کمدی سیاه خلاقانه» و «دارای ساختار دقیق، سرگرم‌کننده، پر از حوادث و شامل حس شوخ‌طبعی سیاه بدسگالانه» خوانده است.